# Dekanat Rzepin
Dekanat Rzepin – jeden z 30 dekanatów diecezji zielonogórsko-gorzowskiej.

## Władze dekanatu
- Dziekan: ks. Andrzej Wawrzysiuk
- Wicedziekan: ks. Andrzej Gwóźdź
- Ojciec duchowny: ks. Piotr Grabowski
- Dekanalny duszpasterz młodzieży i powołań: ks. Damian Wierzbicki

## Parafie
- Białków – Parafia pw. św. Andrzeja Boboli

Grzmiąca – Kościół filialny pw. Świętej Rodziny
Rąpice – Kościół filialny pw. Najświętszego Serca Pana Jezusa
Kłopot – Kaplica  zaadaptowana sala w dawnej szkole
- Boczów  – Parafia pw. Matki Bożej Królowej Polski

Bobrówko – Kościół filialny pw. Podwyższenia Krzyża Świętego
Garbicz – Kościół filialny pw. Najświętszego Serca Pana Jezusa
Lubin – Kościół filialny pw. Bożego Ciała
Lubów – Kościół filialny pw. św. Michała Archanioła
Mierczany – Kościół filialny pw. św. Józefa Oblubieńca
Pniów – Kościół filialny pw. Matki Bożej Różańcowej
Wystok – Kościół filialny pw. św. Stanisława Bpa
- Cybinka – Parafia pw. Matki Bożej Częstochowskiej

Drzeniów – Kościół filialny pw. Matki Bożej Częstochowskiej
Gęstowice – Kościół filialny pw. Wniebowzięcia Najświętszej Maryi Panny
Rzeczyca – Kościół filialny pw. św. Stanisława Biskupa i Męczennika
Sądów – Kościół filialny pw. św. Antoniego
Urad – Kościół filialny pw. Narodzenia Najświętszej Maryi Panny
Maczków – Kaplica  Eucharystia sprawowana w szałasie harcerskim
Skarbona – Kaplica zaadaptowana sala wiejska
- Gądków Wielki – Parafia pw. Matki Bożej Bolesnej

Debrznica – Kościół filialny pw. Macierzyństwa Najświętszej Maryi Panny
Gądków Mały – Kościół filialny pw. Niepokalanego Poczęcia Najświętszej Maryi Panny
Radzików – Kościół filialny pw. Matki Bożej Królowej Polski
Trzebiechów – Kościół filialny pw. Matki Bożej Łaskawej
- Kowalów – Parafia pw. Świętych Apostołów Piotra i Pawła

Serbów – Kościół filialny pw. Matki Bożej Królowej Polski
Sułów – Kościół filialny pw. (w budowie)
Świniary – Kościół filialny pw. Matki Bożej Częstochowskiej
- Laski Lubuskie – Parafia pw. Narodzenia Najświętszej Maryi Panny

Pamięcin – Kościół filialny pw. Wniebowzięcia Najświętszej Maryi Panny
Radów – Kościół filialny pw. Najświętszego Serca Pana Jezusa
Radówek – Kościół filialny pw. Matki Bożej Różańcowej
- Ośno Lubuskie – Parafia pw. św. Jakuba Apostoła

Gronów – Kościół filialny pw. św. Piusa X
Połęcko – Kościół filialny pw. św. Kazimierza
Radachów – Kościół filialny pw. Wniebowzięcia Najświętszej Maryi Panny
Sienno – Kościół filialny pw. Matki Bożej Ostrobramskiej
Ośno Lubuskie  – Kościół filialny pw. Podwyższenia Krzyża Świętego
Ośno Lubuskie – Kaplica św. Gertrudy
- Rzepin – Parafia pw. Najświętszego Serca Pana Jezusa

Drzeńsko – Kościół filialny pw. Jezusa Miłosiernego
Gajec – Kościół filialny pw. Świętej Rodziny
Lubiechnia Mała – Kościół filialny pw. Podwyższenia Krzyża Świętego
Lubiechnia Wielka – Kościół filialny pw. Matki Bożej Różańcowej
Starościn – Kościół filialny pw. św. Huberta
Rzepin – Kościół filialny pw. św. Katarzyny
Rzepin – Kaplica Najświętszego Serca Pana Jezusa ss. szarytek
- Słubice – Parafia pw. Ducha Świętego

Drzecin – Kościół filialny pw. Matki Bożej Rokitniańskiej
Lisów – Kościół filialny pw. Najświętszego Serca Pana Jezusa
Nowy Lubusz (kolonia) – Kaplica  św. Maksymiliana M. Kolbe
Nowy Lubusz (wieś) – Kaplica w zaadaptowanej sali wiejskiej
Pławidło – Kaplica zaadaptowana sala wiejska
os. Grzybów  – Kaplica  Eucharystia sprawowana w szałasie harcerskim
Słubice – Kaplica  w Katolickim Centrum Studenckim
Słubice – Kaplica Matki Bożej Nieustającej Pomocy
- Słubice – Parafia pw. Najświętszej Maryi Panny Królowej Polski

Kościół Najświętszej Maryi Panny Królowej Polski w Słubicach
Kunowice – Kościół filialny pw. św. Wincentego à Paulo
Rybocice – Kościół filialny pw. św. Józefa Oblubieńca
Stare Biskupice – Kościół filialny pw. Niepokalanego Poczęcia Najświętszej Maryi Panny
Nowe Biskupice  – Kaplica w zaadaptowanej świetlicy wiejskiej
- Smogóry – Parafia pw. Najświętszego Serca Pana Jezusa

Grabno – Kościół filialny pw. św. Józefa Oblubieńca
Lubień – Kościół filialny pw. Niepokalanego Serca Najświętszej Maryi Panny
Smogóry  – Kaplica  Miłosierdzia Bożego